# Грачи (Новониколаевский район)
Грачи — хутор в Новониколаевском районе Волгоградской области, в составе Алексиковского сельского поселения.
Население — 1537 (2010)

## История
Дата основания не установлена. Предположительно основан в середине XIX века. Первоначально известен как хутор Грачёвский. Хутор входил в юрт станицы Котовской Хопёрского округа Земли Войска Донского (с 1870 — Область Войска Донского). Согласно Списку населённых мест Земли Войска Донского в 1859 года на хуторе проживало 210 мужчин и 207 женщин.
Согласно переписи населения 1897 года на хуторе Грачёв проживало уже 548 мужчин и 570 женщины. Большинство населения было неграмотным: из них грамотных мужчин — 259, грамотных женщин — 29. На хуторе имелась Предтеченская церковь.
С 1928 года в составе Новониколаевского района Хопёрского округа (упразднён в 1930 году) Нижне-Волжского края (с 1934 года — Сталинградского края, с 1936 года Сталинградской области, с 1954 по 1957 год район входил в состав Балашовской области).

## География
Хутор находится в степной местности, в пределах Хопёрско-Бузулукской равнины, являющейся южным окончанием Окско-Донской низменности, по правой стороне Грачёвской балки. В балке имеются пруды. Центр хутора расположен на высоте около 130 метров над уровнем моря. Почвы — чернозёмы обыкновенные.
Географическое положение
По автомобильным дорогам расстояние до областного центра города Волгоград составляет 310 км, до ближайшего города Урюпинска — 35 км, до районного центра рабочего посёлка Новониколаевский — 13 км, до административного центра сельского поселения хутора Алексиковский — 9 км.
Климат
Климат умеренный континентальный (согласно классификации климатов Кёппена — Dfb). Многолетняя норма осадков — 481 мм. В течение города количество выпадающих атмосферных осадков распределяется относительно равномерно: наибольшее количество осадков выпадает в июне — 53 мм, наименьшее в феврале и марте — по 27 мм. Среднегодовая температура положительная и составляет + 6,5 °С, средняя температура самого холодного месяца января −9,5 °С, самого жаркого месяца июля +21,3 °С.
Часовой пояс
Как и на всей территории волгоградской области, время московское, смещение относительно UTC составляет +3

## Население
Динамика численности населения по годам:
| 1859 | 1873 | 1897 | 1987 |
| ---- | ---- | ---- | ---- |
| 417  | 379  | 1118 | ≈360 |

| 2010 |
| ---- |
| 376  |

## Транспорт
К хутору имеется подъезд от автодороги Новониколаевский — Урюпинск.